# Paula Todoran
Paula Todoran (ur. 9 czerwca 1985 w Zalău) – rumuńska lekkoatletka specjalizująca się w biegach długich.
W 2001 zadebiutowała na dużej imprezie międzynarodowej zajmując odległe miejsce w biegu juniorek na przełajowych mistrzostwach Europy. W 2004 zajęła czternastą lokatę w biegu na 5000 metrów podczas mistrzostw świata juniorów; na koniec sezonu została przełajową mistrzynią Europy juniorek w drużynie. Rok później uplasowała się tuż za podium – na czwartym miejscu – w biegu na 10 000 metrów podczas młodzieżowych mistrzostw Europy. Dwa lata później podczas kolejnego czempionatu Starego Kontynentu młodzieżowców ponownie była czwarta w biegu na 10 000 metrów, a na dystansie o połowę krótszym zajęła siódme miejsce. W 2010 wygrała mistrzostwa krajów bałkańskich w biegu maratońskim. Bez sukcesów startowała czterokrotnie w światowym czempionacie w półmaratonie. Medalistka mistrzostw Rumunii.
Rekordy życiowe: bieg na 5000 metrów – 15:52,99 (10 czerwca 2007, Bukareszt); bieg na 10 000 metrów – 33:12,08 (13 lipca 2007, Debreczyn); półmaraton – 1:12:59 (14 października 2007, Udine).

## Osiągnięcia
| Rok  | Impreza                                     | Miejsce                | Konkurencja                   | Pozycja                | Wynik    |
| ---- | ------------------------------------------- | ---------------------- | ----------------------------- | ---------------------- | -------- |
| 2001 | Mistrzostwa Europy w biegach przełajowych   | Thun                   | bieg juniorek (3,2 km)        | 47. miejsce            | 11:49    |
| 2001 | Mistrzostwa Europy w biegach przełajowych   | Thun                   | drużyna juniorek              | 8. miejsce             |          |
| 2002 | Mistrzostwa Europy w biegach przełajowych   | Medulin                | bieg juniorek (3,7 km)        | 56. miejsce            | 13:24    |
| 2003 | Mistrzostwa Europy w biegach przełajowych   | Edynburg               | bieg juniorek (4,5 km)        | 38. miejsce            | 16:58    |
| 2004 | Mistrzostwa świata juniorów                 | Grosseto               | bieg na 5000 m                | 14. miejsce            | 17:24,76 |
| 2004 | Mistrzostwa Europy w biegu na przełaj       | Heringsdorf            | bieg juniorek (3,6 km)        | 18. miejsce            | 12:08    |
| 2004 | Mistrzostwa Europy w biegu na przełaj       | Heringsdorf            | drużyna juniorek              | 1. miejsce             |          |
| 2005 | Młodzieżowe mistrzostwa Europy              | Erfurt                 | bieg na 10 000 m              | 4. miejsce             | 34:49,86 |
| 2006 | Igrzyska bałkańskie                         | Zenica                 | bieg na 5000 m                | 5. miejsce             | 16:43,70 |
| 2006 | Mistrzostwa świata w biegu ulicznym         | Debreczyn              | bieg na 20 km                 | 33. miejsce            | 69:57    |
| 2006 | Mistrzostwa Europy w biegach przełajowych   | San Giorgio su Legnano | bieg młodzieżowców (5,975 km) | 13. miejsce            | 19:37    |
| 2006 | Mistrzostwa Europy w biegach przełajowych   | San Giorgio su Legnano | drużyna młodzieżowców         | 6. miejsce             |          |
| 2007 | Mistrzostwa Bałkanów w biegach przełajowych | Szumen                 | bieg młodzieżowców (4 km)     | 1. miejsce             | 13:52    |
| 2007 | I liga pucharu Europy                       | Mediolan               | bieg na 5000 m                | DNF                    |          |
| 2007 | Młodzieżowe mistrzostwa Europy              | Debreczyn              | bieg na 5000 m                | 7. miejsce             | 16:48,62 |
| 2007 | Młodzieżowe mistrzostwa Europy              | Debreczyn              | bieg na 10 000 m              | 4. miejsce             | 33:12,08 |
| 2007 | Mistrzostwa świata w biegu ulicznym         | Udine                  | bieg na 20 km                 | 37. miejsce            | 72:59    |
| 2008 | Mistrzostwa Bałkanów w biegach przełajowych | İzmit                  | bieg seniorek (5,8 km)        | 3. miejsce             | 18:43    |
| 2008 | Mistrzostwa świata w półmaratonie           | Rio de Janeiro         | półmaraton                    | 55. miejsce            | 87:51    |
| 2008 | Mistrzostwa świata w półmaratonie           | Rio de Janeiro         | drużyna                       | 9. miejsce             |          |
| 2009 | Uniwersjada                                 | Belgrad                | półmaraton                    | 12. miejsce            | 77:23    |
| 2010 | Mistrzostwa Bałkanów w maratonie            | Kawarna                | bieg maratoński               | 1. miejsce             | 2:44:23  |
| 2010 | Mistrzostwa świata w półmaratonie           | Nanning                | półmaraton                    | 33. miejsce            | 75:29    |
| 2014 | Mistrzostwa świata w półmaratonie           | Belgrad                | półmaraton                    | 71. miejsce            | 79:10    |
| 2015 | Mistrzostwa świata                          | Pekin                  | maraton                       | –                      | 79:10    |
| 2016 | Mistrzostwa świata w półmaratonie           | Cardiff                | półmaraton                    | 35. miejsce            | 73:27    |
| 2016 | Mistrzostwa Europy                          | Amsterdam              | półmaraton                    | 22. miejsce            | 73:16    |
| 2016 | Igrzyska olimpijskie                        | Rio de Janeiro         | maraton                       | –                      | 2:36:44  |
| 2016 | Mistrzostwa Europy w biegach przełajowych   | Chia                   | bieg seniorek (7,97 km)       | 37. miejsce            | 27:02    |
| 2016 | Mistrzostwa Europy w biegach przełajowych   | Chia                   | drużyna seniorek              | 3. miejsce             |          |
| 2017 | Puchar Europy w biegu na 10 000 metrów      | Mińsk                  | bieg na 10 000 m              | 11. miejsce (wyścig B) | 34:48,85 |
| 2017 | Mistrzostwa świata                          | Londyn                 | maraton                       | –                      | DNF      |
| 2018 | Mistrzostwa świata w półmaratonie           | Walencja               | półmaraton                    | 80. miejsce            | 1:16:40  |
| 2018 | Mistrzostwa Europy                          | Berlin                 | maraton                       | 42. miejsce            | 2:47:58  |
| 2018 | Mistrzostwa Europy w biegach przełajowych   | Tilburg                | bieg seniorek                 | 42. miejsce            | 28:07    |